# 圣塞尔南迪普兰
圣塞尔南迪普兰（法語：Saint-Sernin-du-Plain，法語發音：[sɛ̃ sɛʁnɛ̃ dy plɛ̃]）是法国索恩-卢瓦尔省的一个市镇，属于索恩河畔沙隆区。

## 地理
圣塞尔南迪普兰（46°53'31"N, 4°37'6"E）面积14.45 平方千米，位于法国勃艮第-弗朗什-孔泰大區索恩-卢瓦尔省，该省份为法国中部省份，北起顺时针与科多尔省、汝拉省、安省、罗讷省、卢瓦尔省、阿列省和涅夫勒省接壤。
与圣塞尔南迪普兰接壤的市镇（或旧市镇、城区）包括：克雷奥、库什、代讷维、德拉西莱库什、巴黎洛皮塔勒、圣热尔韦叙库什、圣莫里斯莱库什、桑皮尼莱马朗日。

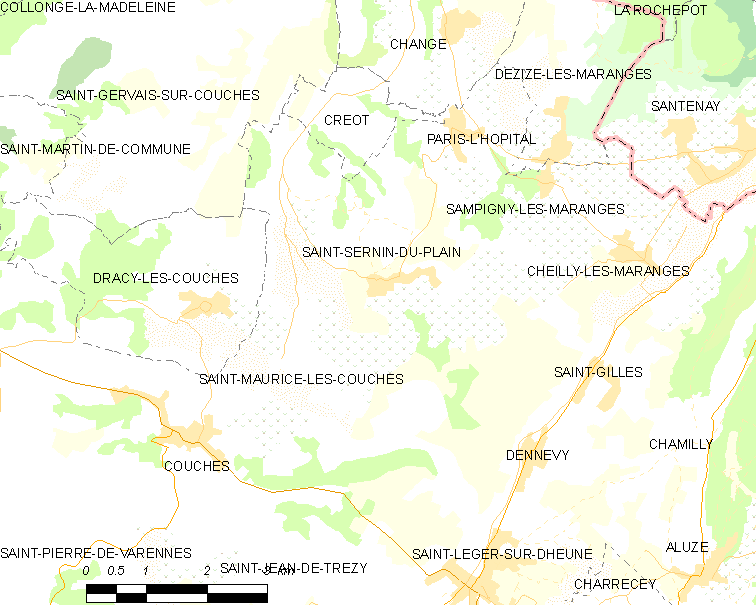
圣塞尔南迪普兰的OSM定位图

圣塞尔南迪普兰的时区为UTC+01:00、UTC+02:00（夏令时）。

## 行政
圣塞尔南迪普兰的邮政编码为71510，INSEE市镇编码为71480。

## 政治
圣塞尔南迪普兰所属的省级选区为沙尼县。

## 人口

1962-2008年间圣塞尔南迪普兰人口变化图示

圣塞尔南迪普兰于2022年1月1日时的人口数量为604人。